# L'Insoumis (film, 2018)
Pour les articles homonymes, voir L'Insoumis.
Pour plus de détails, voir Fiche technique et Distribution.
L'Insoumis est un film documentaire français réalisé par Gilles Perret, sorti en 2018. Il fait suite à un téléfilm de 52 minutes du même réalisateur, Mélenchon, la campagne d'un insoumis, diffusé l'année précédente sur Public Sénat. Les deux documentaires s'intéressent à la campagne présidentielle de Jean-Luc Mélenchon, candidat de La France insoumise à l'élection présidentielle française de 2017.

## Synopsis
Le réalisateur a suivi le candidat à la présidentielle Jean-Luc Mélenchon pendant trois mois. Le film, sans musique et sans commentaire, présente les déplacements du candidat, des réunions avec ses équipes de campagne, des « monologues réflexifs » lors de ses voyages.
Le documentaire montre les relations difficiles entre Jean-Luc Mélenchon et les journalistes notamment ceux du service public. Ainsi le documentaire montre un candidat désabusé  après l’émission C à vous, où il est « caricaturé en colérique incapable de garder son sang-froid ».
Le Mélenchon cultivé apparaît lors d'un sommet européen à Rome, quand il évoque la lutte des classes à l’époque romaine.

## Fiche technique
- Titre original : L'Insoumis
- Réalisation : Gilles Perret
- Scénario : Gilles Perret
- Genre : documentaire
- Pays d'origine :  France
- Langue originale : français (et quelques phrases en espagnol)
- Société de production : La Vaka
- Société de distribution : Jour2fête
- Durée : 95 minutes
- Date de sortie :
  - France : 21 février 2018

## Distribution
Sauf indication contraire, les informations mentionnées dans cette section peuvent être confirmées par la base de données cinématographiques IMDb,  présente dans la section « Liens externes ».
- Jean-Luc Mélenchon
- Gilles Perret (voix)
- Équipe de campagne de Jean-Luc Mélenchon :
  - Alexis Corbière
  - Sophia Chikirou
  - Liêm Hoang-Ngoc
- Autres soutiens de Jean-Luc Mélenchon :
  - Pablo Iglesias Turrión
  - Marisa Matias
  - Gérard Miller
- Autres candidats de l'élection présidentielle :
  - Emmanuel Macron
  - Marine Le Pen
  - François Fillon
  - Benoît Hamon
- Autres personnalités apparaissant dans le film :
  - Ruth Elkrief
  - Élizabeth Martichoux

## Production et diffusion
Lors de la sortie du téléfilm Mélenchon, la campagne d'un insoumis, le 1er août 2017 sur Public Sénat, la version cinématographique est annoncée pour l'automne de la même année.
Jean-Luc Mélenchon étant un personnage clivant sur le plan politique, Gilles Perret se voit obligé de lancer une campagne de souscription publique pour financer son œuvre et plusieurs directeurs de cinéma souhaitent ne pas la diffuser, ce sans l'avoir visionné,. Pour convaincre les programmateurs, le réalisateur organise donc de nombreuses séances d'avant-premières,. 300 salles au total diffusent le long métrage.
Le 8 février 2018, Jean Mizrahi, le directeur du cinéma Les Variétés du premier arrondissement de Marseille décide, sans l'avis de l'équipe de programmation, d'annuler la  diffusion de L'Insoumis à sa sortie, mais aussi une avant-première prévue pour le 19 février avec le réalisateur, mise en place depuis octobre 2017. Sur Facebook, ce dernier accuse Mizrahi de « ne pas [savoir] faire la différence entre le film et le personnage filmé »[réf. souhaitée]. Le programmateur répond qu'il « attend de pouvoir visionner le film, car la bande-annonce donne l'image d'un film de propagande »,,. La diffusion du film à Marseille est reprise par le cinéma Pathé du quartier de la Madeleine.
Par ailleurs Gilles Perret évoque des « pressions qui font que le film ne sortira pas en MK2 » sous-entendant une censure. Étienne Ollagnier, cogérant de Jour2fête, est plus prudent rappelant qu'il n'y avait pas d'engagement de MK2 et que les documentaires ne sont pas prioritaires. L'Insoumis sort au total dans quarante-et-une salles en France.

## Accueil

### Accueil critique
Pour le critique cinématographique Jacques Mandelbaum, le film donne l'impression d'un portrait hagiographique. Ainsi l'intervention de Jean-Luc Mélenchon le soir de la défaite au premier tour est absente du film. Pour Jacques Mandelbaum, il n'est pas possible d'évoquer la campagne de Jean-Luc Mélenchon en omettant ce discours « mémorable, si âprement discuté ».
Pour Nicolas Massol, journaliste de Libération, « s’il ne s’agit pas d’un outil de propagande, il fait cependant la part belle aux morceaux de bravoure du candidat, le plus souvent montré à son avantage ».

### Box-office
Après avoir été 6 000 spectateurs lors des avant-premières, ce sont 7 797 personnes qui regardent L'Insoumis le jour de sa sortie. Il s'agit de la meilleure moyenne des nouveautés du 22 février, avec environ 200 personnes dans chacune des trente salles le diffusant,. Durant sa première semaine de diffusion, le film récolte 131 175 dollars dans quarante cinémas.